# Dispatch & Garlick

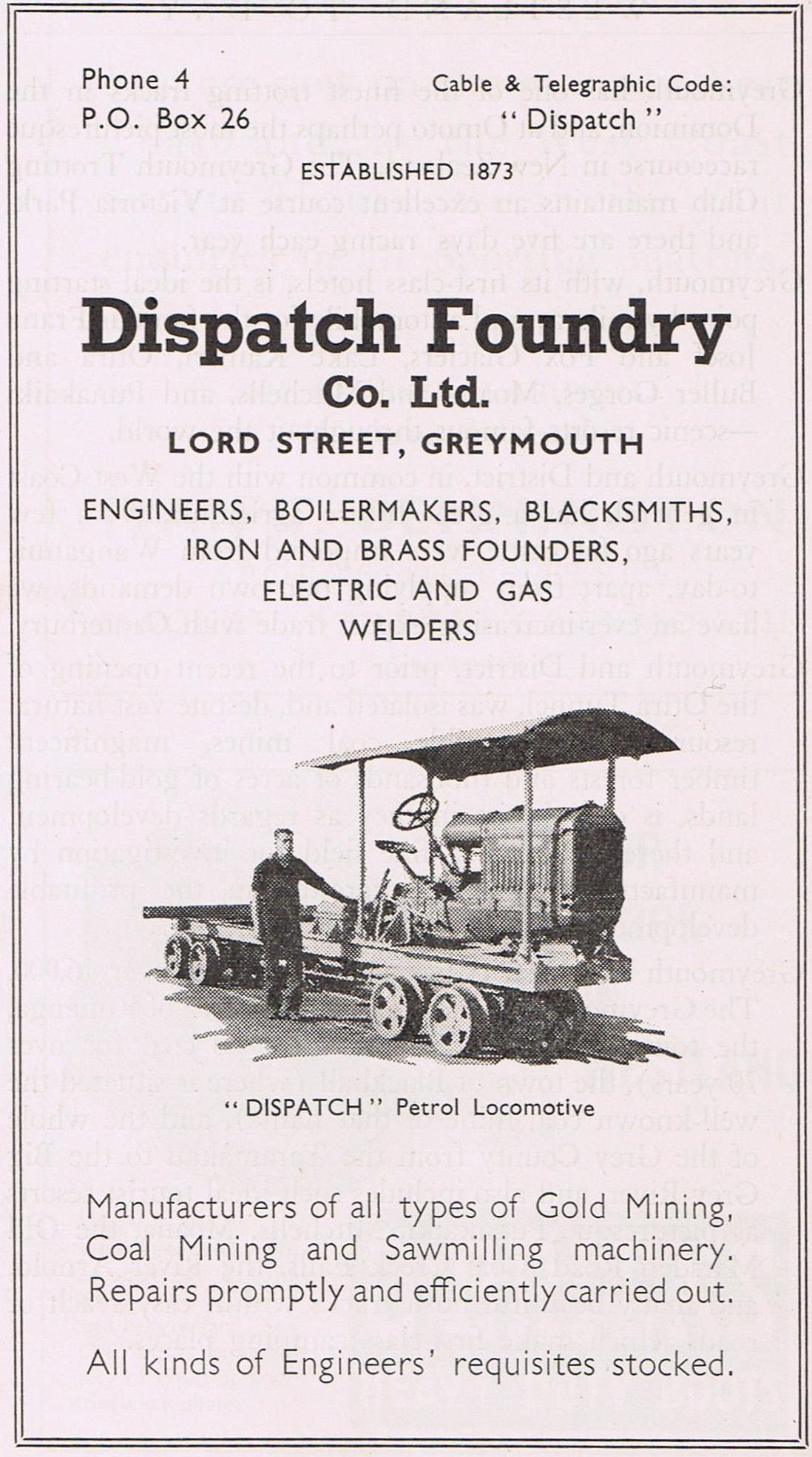
Anzeige von 1940

Dispatch & Garlick Ltd ist ein auf Molkereimaschinen sowie Wasser- und Abwassersysteme spezialisiertes Maschinenbau-Unternehmen in Greymouth, Neuseeland.

## Geschichte

### Gründung
Das Unternehmen wurde am 5. August 1873 als Dispatch Iron Works gegründet. Der Name leitet sich von einem im Hafen von Greymouth eingesetzten Schaufelraddampfer-Schlepper ab. Eigentümer der Eisenwerke war der schottische Ingenieur John Sewell, der die Dispatch 1869 aus England nach Neuseeland exportiert hatte. Er fühlte sich als Ingenieur auf der Dispatch nicht ausgelastet, so dass er verschiedene technische Tätigkeiten und Gelegenheitsreparaturen ausführte.

### Aufstieg
Der Quarzbergbauboom um Reefton und die Kohlebergwerke in Brunnerton führten gleich nach der Gründung zu einer guten Auftragslage. Für die erforderliche Kapitalerhöhung des expandierenden Unternehmens wurde im Juli 1875 die Dispatch Foundry Company Limited mit einem Startkapital von 12.000 Pfund gegründet. Das Unternehmen war sehr erfolgreich und zahlte 1877 eine Dividende von 10 %, die in den Folgejahren beibehalten wurde.
Bis zur 25-Jahr-Feier fertigte Dispatch insgesamt mehr als 2400 m (8000 Fuß) Wasserrohre für die Humphrey’s Gully Company, 100 Tonnen Träger für die Otira Gorge Bridge, zehnköpfige Stampferbatterien, Gelenksätze und Kreuzungen für die NZ Railways. Zu dieser Zeit beschäftigte Dispatch durchschnittlich 60 Mitarbeiter.
Bereits 1906 wurde in der Gießerei ein Telefon mit der Telefonnummer 4 installiert. 1910 beschäftigte die Gießerei 12 Gießer, 23 Monteure, 12 Schmiede, 20 Kesselschmiede, 2 Modellbauer, 8 Arbeiter und 4 Büroangestellte. 9 Auszubildende waren in der Werkstatt beschäftigt.
1975 erfolgte die Umfirmierung in Dispatch Engineering Ltd die auf Langholzseilwinden, Druckbehälter und Goldsiebe sowie allgemeinen Maschinenbau und Gießereiarbeiten spezialisiert war. Dave McMillan, Geschäftsführer der R.A. Garlick Ltd. und sein Geschäftspartner Francis Zampese kauften 1995 die Gebäude und Anlagen der Dispatch Engineering Ltd.

### Besitzerwechsel
In den 1990er Jahren, zum Beginn des New Zealand Dairy Boom wurden Molkereiprodukte mit den neu erworbenen Anlagen und Gebäuden produziert. 1995 wurde die Dispatch & Garlick Ltd gegründet, um der Geschichte der Firma Dispatch und dem Kundenstamm der R. A. Garlick Ltd. gerecht zu werden.
Das Unternehmen beschäftigt derzeit(2008) etwa 50 Mitarbeiter in den verschiedenen Bereichen des Maschinenbaus, darunter eine Gießerei mit einem Elektro-Induktionsofen für 500 kg Grauguss, Sphäroguss oder Stahlguss, eine gut ausgestattete und besetzte Modellwerkstatt, eine Werkstatt für Blechverarbeitung und Druckbehälter aller Art. Es gibt eine Montage- und Maschinenhalle mit Bohrwerken bis 3,6 m Durchmesser, für Dreharbeiten bis 6 m Länge bzw. 3 m Durchmesser sowie eine Röntgenanlage zur zerstörungsfreien Werkstoffprüfung. Das Werkstattgebäude, das über einen eigenen Gleisanschluss verfügt, besteht aus zwei 95 m langen Feldern, die jeweils von einem 10-t-Laufkran bedient werden.

## Lokomotiven
Die Anfang des 20. Jahrhunderts gebauten Dampflokomotiven waren in vieler Hinsicht ungewöhnlich. Anfangs wurden Dampfseilwinden hergestellt, die über einen Kettenantrieb an den Achsen für den Transport auf hölzernen Schienen adaptiert wurden. In der Regel wurde ein Kessel an einem Ende eines Rahmens und eine Seilwinde am anderen Ende montiert. Der Zweizylinder-Windenmotor trieb eine Seiltrommel über eine Kurbelwelle an, die auch über ein Kegelradgetriebe eine um 30 Grad nach unten geneigte Zwischenwelle antrieb. Über ein Getriebe mit Gleitkegelrädern, mit dem unterschiedliche Übersetzungsverhältnisse gewählt werden konnten sowie einem komplizierten Kegel- und Stirnradgetriebe wurde die Kraft auf die Achsen übertragen. Aufgrund dieser Komplexität betrug die durchschnittliche Lebensdauer nur elf Jahre. Später entwickelte Dispatch Schienentraktoren, mit denen das Unternehmen Marktführer wurde.

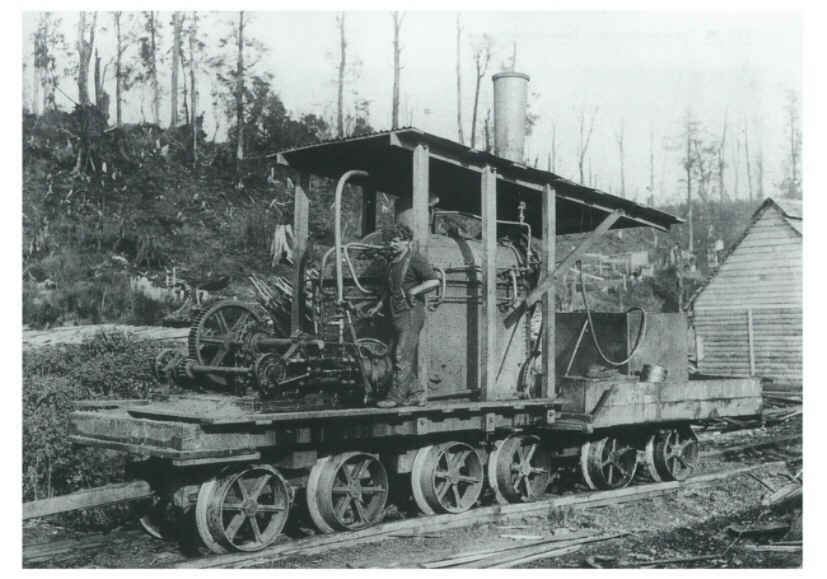
Frühe Dispatch-Lokomotive von 1904, ab 1907 in Ngahere
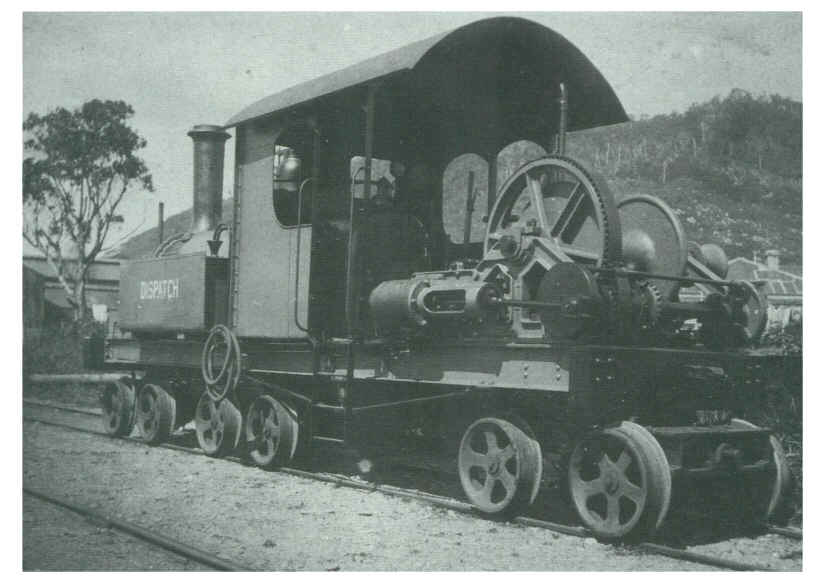
Lok von 1913 der Midland Sawmilling Co. in Greymouth-Camerons
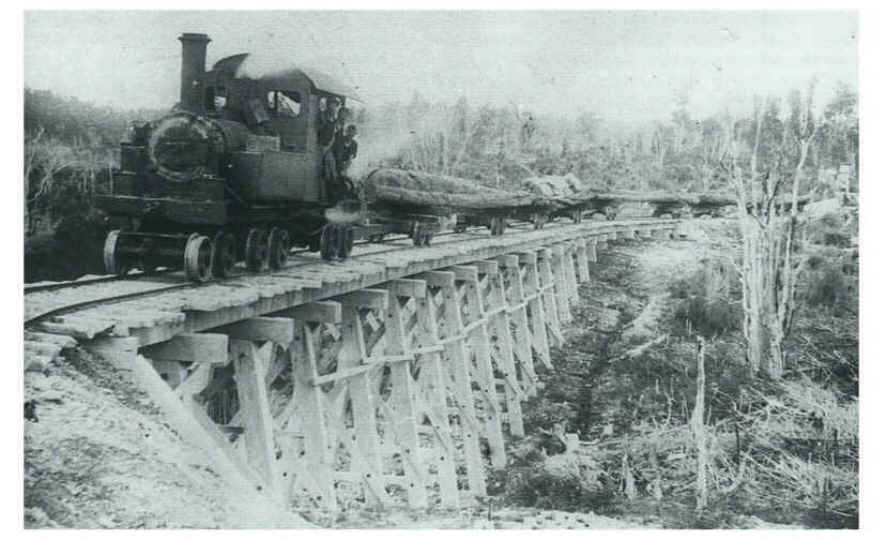
Nr. 140 von 1913 der Westland Sawmilling Co., Camerons
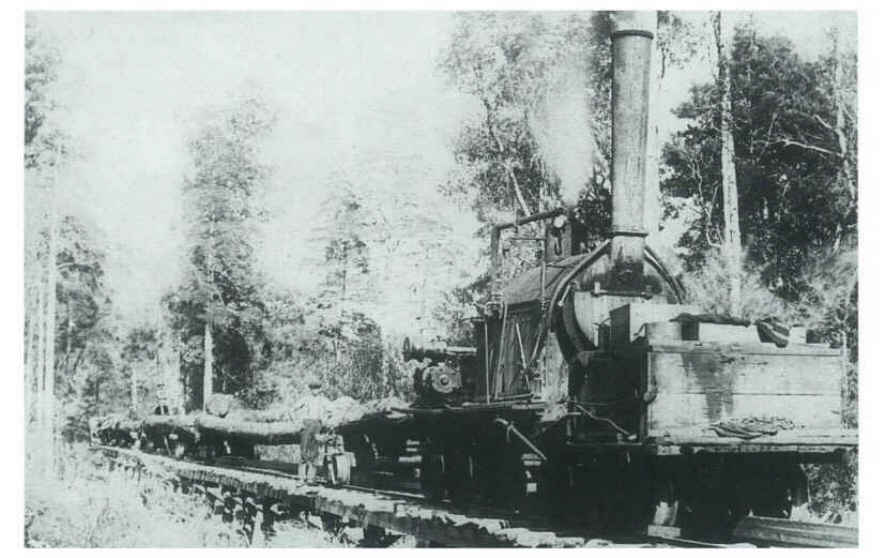
Bisher unidentifizierte Dispatch-Lokomotive
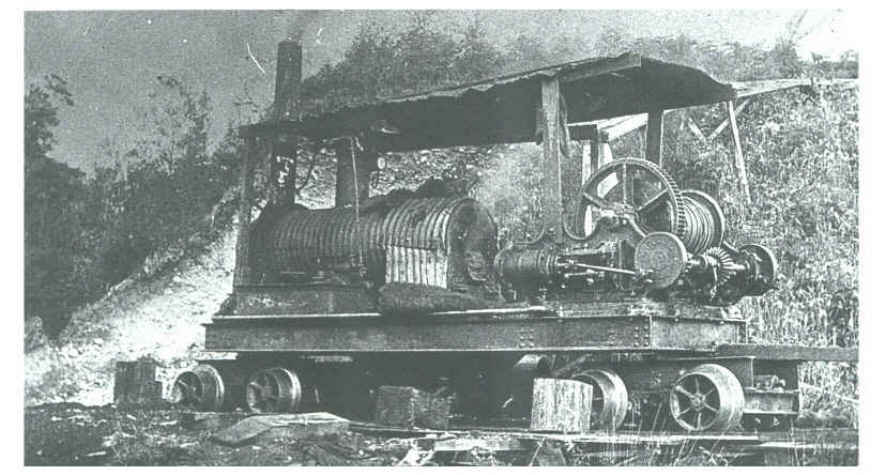
Nr. W2D160 von 1915 für Perotti & Co. Mawheraiti